# Bolong
Bolong is een geslacht van plantenetende ornithischische dinosauriërs, behorend tot de groep van de Euornithopoda, dat tijdens het vroege Krijt leefde in het gebied van het huidige China.

## Naamgeving en vondst
De typesoort Bolong yixianensis is in 2010 benoemd en beschreven door Wu Wenhao, Pascal Godefroit en Hu Dongyu. De geslachtsnaam is gevormd uit het Chinese báo (薄), "klein", en long (龙), "draak", een verwijzing naar de geringe afmetingen. De soortaanduiding verwijst naar de Yixianformatie waarin het dier in Liaoning gevonden is.
Het fossiel, holotype YHZ-001, bestaat uit een schedel met onderkaken waarvan een middengedeelte ontbreekt. Het fossiel is sterk samengedrukt.
In 2013 werd een tweede exemplaar beschreven, specimen ZMNH M8812, bestaande uit een bijna compleet skelet van een zeer jong dier. Het werd door een boer gevonden bij het dorp Xitaizhi.

## Beschrijving
Bolong is een vrij klein dier met een geschatte lengte van enkele meters en een gewicht van tweehonderd kilogram. De kop is bol en tamelijk gedrongen met krachtige onderkaken. De tanden zijn relatief groot.
De beschrijvers hebben verschillende autapomorfieën, unieke afgeleide eigenschappen, vastgesteld: een uitholling bij het raakvlak van het traanbeen en de maxilla; de naar achteren lopende tak van het prefrontale vormt een van voor naar achteren verdiepende uitholling boven de randen van de oogkas; het onderste uitsteeksel van het predentarium loopt naar achteren parallel aan de onderrand ervan; het achterste raakvlak van het predentarium met het dentarium beslaat minder dan twee derde van de hoogte van het dentarium zodat de voorste punt van het dentarium een derde boven het predentarium uitsteekt; de tanden in de maxilla hebben tandkronen waarop de hoofdrichel bij het uiteinde van de tand afbuigt.
Het tweede exemplaar toonde een aanvullende autapomorfie: de binnenkant van de maxillaire tanden wordt omvat door verdikte voorste en achterste snijranden en wordt doormidden gedeeld door een opvallende verticale hoofdrichel.
Tijdens de groei werden de tandrijen langer; het jukbeen en het schouderblad werden robuuster en de onderarm en de middenvoet werden korter.

## Fylogenie
De beschrijvers hebben Bolong in de Iguanodontoidea geplaatst. Het zou een van de meest basale iguanodontoïden zijn die uit Azië bekend is.